# 布尔高贝格-诺伊道贝格
布尔高贝格-诺伊道贝格是奥地利布尔根兰州居辛县的一个市镇。总面积10.91平方公里，总人口1318人，人口密度120.8人/平方公里（2001年）。